# Britzer Garten

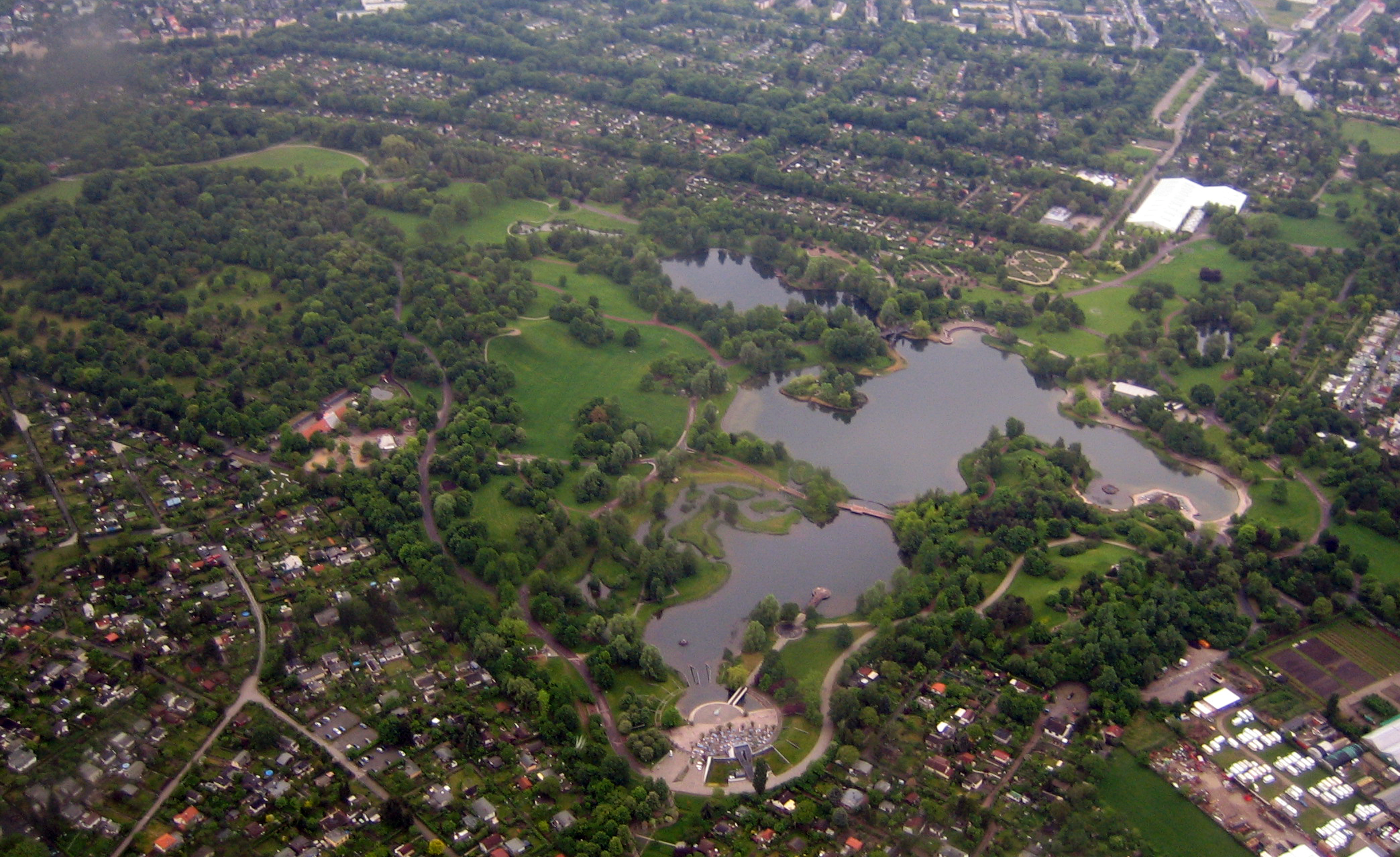
Britzer Garten

Britzer Garten är en landskapspark i stadsdelen Britz i Neukölln i Berlin. Den uppfördes för Bundesgartenschau 1985. Här finns på totalt 90 hektar rosenträdgård, rhododendronhägn, ängar, dammar och kullar. I parken återfinns även Europas största solur. Kaféet Café am See skapades av Engelbert Kremser.

## Kommunikationer
Man kan åka buss 181 till Windröschenweg från tunnelbanans slutstation i Alt-Mariendorf, för att komma till parken. Det går även att ta buss M44 till Britzer Garten från Bahnhof Berlin Hermannstrasse där både S-bahn och U-bahn trafikerar.

## Fotogalleri

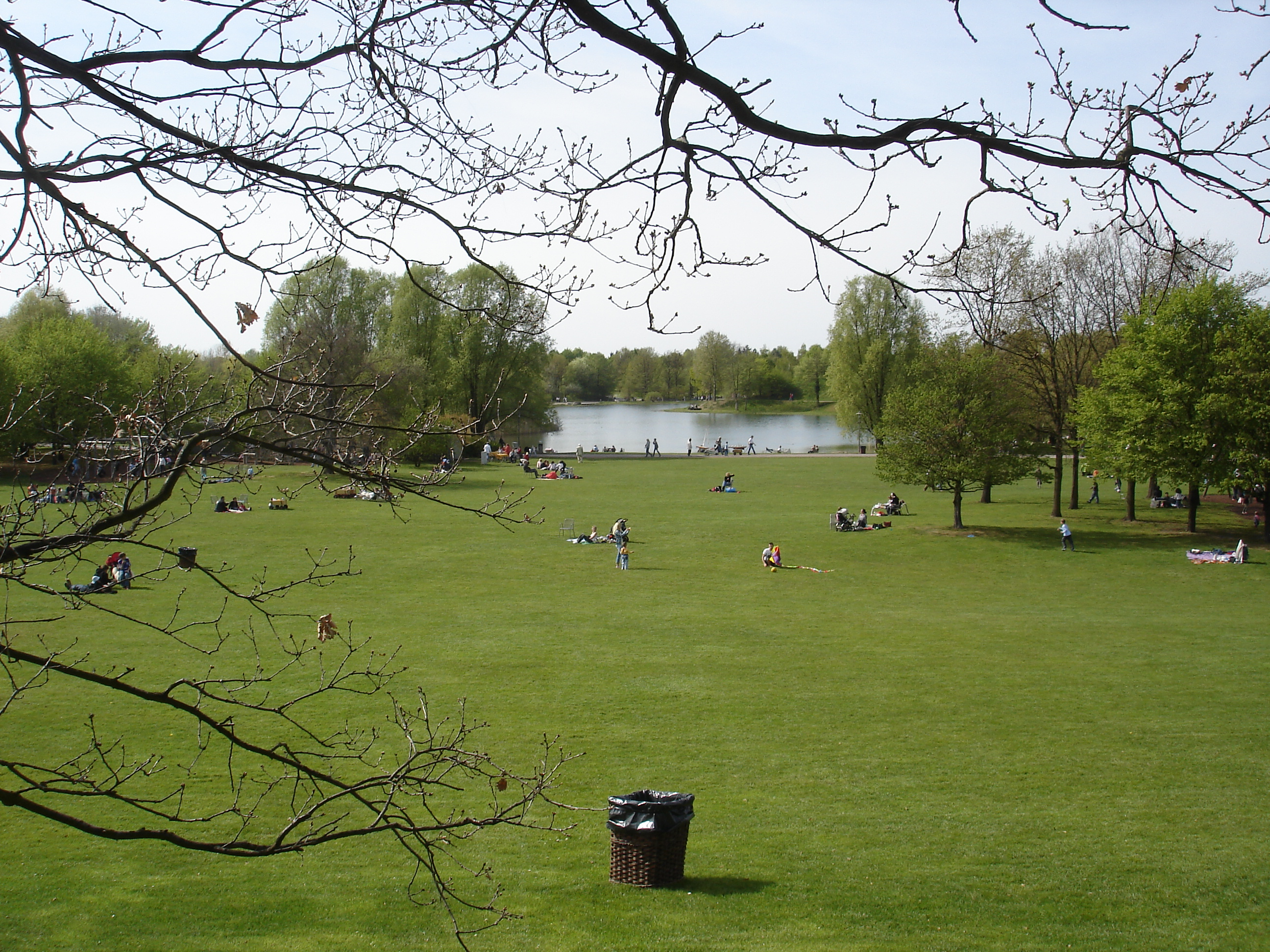
Stor gräsmatta i parken
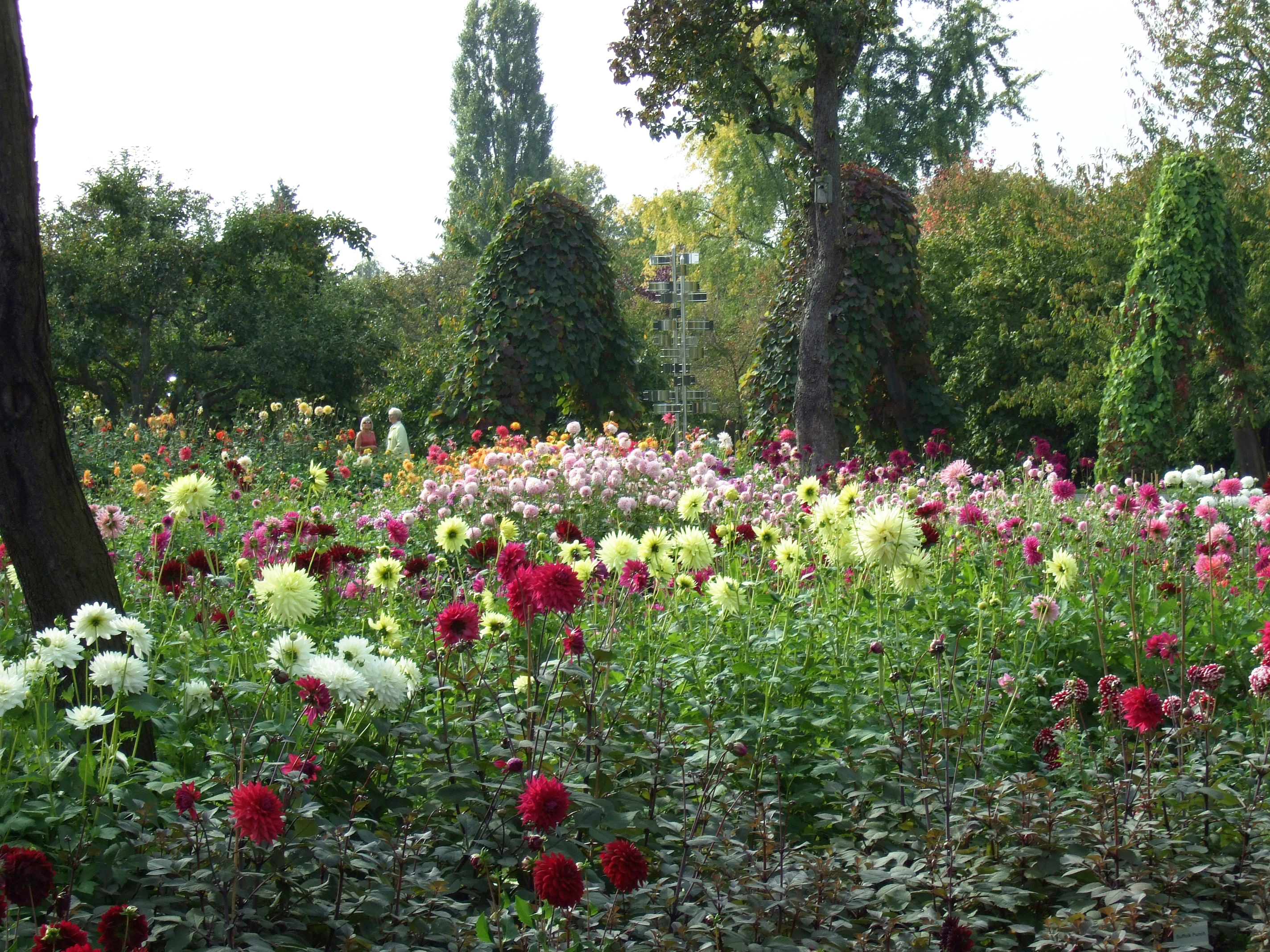
En av många blomsterrabatter
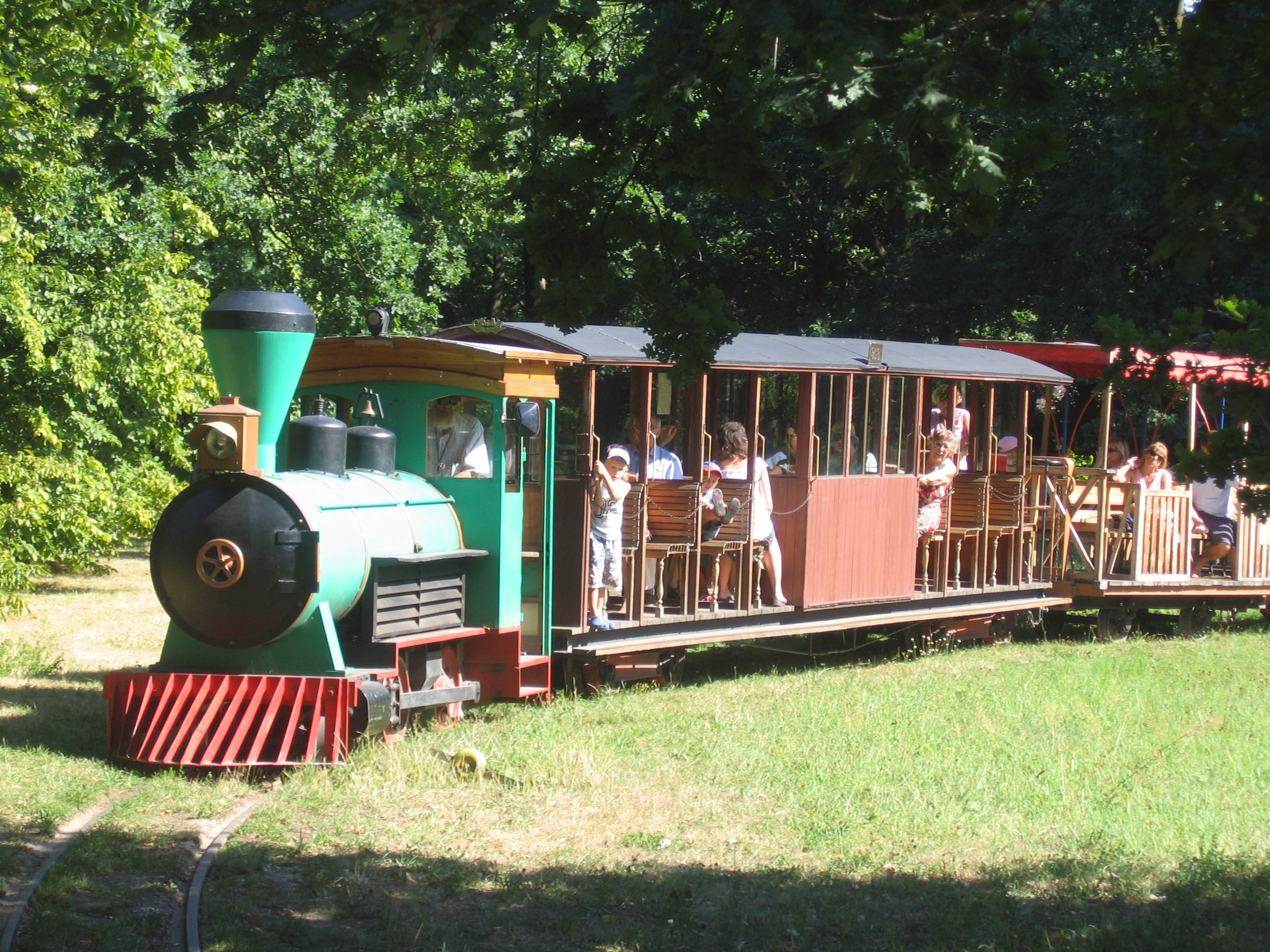
Museijärnväg i parken